# 日本GE・エンジンサービス
日本GE・エンジンサービス (GE Engine Services - Japan Corp.) は、世界の航空機用ジェットエンジンの4割のシェアを持つゼネラル・エレクトリックの、エンジンサービス事業における日本およびアジアでの拠点として、全日本空輸と石川島播磨重工業（現IHI）からの資本参加を得て設立されたGE・インフラストラクチャー (GE-Infrastructure) 傘下のグループ企業である。